# Vinski Vrh (Chorwacja)
Vinski Vrh – wieś w Chorwacji, w żupanii karlowackiej, w gminie Netretić. W 2011 roku liczyła 111 mieszkańców.